# Герб Добруджі
Герб Добруджі з’явився порівняно пізно, у ХІХ столітті. У 1881 р. Добруджа була представлена щитом, в якому була решетована башта фортеці. Так подавалися старі оборонні фортеці регіону. 
Коли конгрес у Берліні (1878) встановив, що Румунія повинна віддати Росії Південну Бессарабію, отриману 1856 року, в обмін Добруджу.  В результаті символ Помор'я Бессарабії - два золоті дельфіни, що стоять один навпроти одного - було перенесено на нову румунську територію, завдяки "Закону про організацію Добруджі" від 9 березня 1880 року. Ця атрибуція збереглася до наших днів у нинішньому гербі Румунії.